# Jim Clark (Ruderer)
Richard James „Jim“ Scott Clark (* 15. Juli 1950) ist ein ehemaliger britischer Ruderer, der 1976 eine olympische Silbermedaille im Achter gewann.

## Sportliche Karriere
Der 1,90 m große Jim Clark belegte bei den Europameisterschaften 1971 in Kopenhagen zusammen mit William Mason, Leonard Robertson und Frederick Smallbone den achten Platz im Vierer ohne Steuermann. Bei den Olympischen Spielen 1972 in München erreichten Mason, Clark, Robertson und Smallbone im Vorlauf als Zweite hinter dem Boot aus der DDR und vor dem Boot aus der BRD das Ziel. Nach einem Sieg im Hoffnungslauf ruderten die Briten im Halbfinale auf den vierten Platz und gewannen dann das B-Finale, in der Gesamtabrechnung waren sie damit Siebte. Bei den Weltmeisterschaften 1974 in Luzern siegte der Achter aus den Vereinigten Staaten vor dem Achter aus dem Vereinigten Königreich, der in der Besetzung Frederick Smallbone, John Yallop, Timothy Crooks, Hugh Matheson, David Maxwell, Jim Clark, William Mason, Leonard Robertson und Steuermann Patrick Sweeney antrat. Dies war die erste Weltmeisterschaftsmedaille für einen britischen Männer-Achter.
1975 ruderten Mason, Clark, Robertson und Yallop bei den Weltmeisterschaften in Nottingham im Vierer ohne Steuermann und belegten den vierten Platz mit über fünf Sekunden Rückstand auf die drittplatzierten Rumänen. Bei den Olympischen Spielen 1976 in Montreal startete der britische Achter in der Besetzung Richard Lester, John Yallop, Timothy Crooks, Hugh Matheson, David Maxwell, Jim Clark, Frederick Smallbone, Leonard Robertson und Patrick Sweeney. Im Vorlauf belegten die Briten mit fast fünf Sekunden Rückstand auf den Achter aus der DDR den zweiten Platz. Mit einem Sieg im Hoffnungslauf erreichten die Briten das Finale. Im Finale gewann der Achter aus der DDR mit zweieinhalb Sekunden Vorsprung auf die Briten, die ihrerseits zweieinhalb Sekunden Vorsprung auf die drittplatzierten Neuseeländer hatten.
1977 bildete Clark mit John Roberts einen Zweier ohne Steuermann. Bei den Weltmeisterschaften 1977 in Amsterdam gewannen die Briten die Silbermedaille hinter Alexander Kulagin und Witali Jelissejew aus der Sowjetunion. Im Jahr darauf siegten bei den Weltmeisterschaften 1978 auf dem Lake Karapiro in Neuseeland die Brüder Bernd und Jörg Landvoigt aus der DDR vor Jim Clark und John Roberts. 1979 wechselte Clark in den Doppelzweier zu Christopher Baillieu. Bei den Weltmeisterschaften 1979 in Bled belegten Clark und Baillieu den vierten Platz hinter den Booten aus Norwegen, der Tschechoslowakei und der DDR. Im Jahr darauf bei den Olympischen Spielen 1980 in Moskau siegten Clark und Baillieu im Vorlauf vor den Polen, den Spaniern und dem Doppelzweier aus der Tschechoslowakei. Im Finale siegte das Boot aus der DDR vor den Jugoslawen und den Tschechoslowaken, die Briten erreichten zwei Sekunden hinter den Tschechoslowaken den vierten Platz. Clark belegte bei den Weltmeisterschaften 1981 den zehnten Platz im Vierer ohne Steuermann und bei den Weltmeisterschaften 1982 den achten Platz mit dem Achter.
Jim Clark war bereits während seiner Karriere als Trainer tätig und war später Lehrer. Er ist verheiratet mit Linda Clark, die als Ruderin 1976 und 1980 an den Olympischen Spielen teilnahm.